# فيرينك فيهير
فيرينك فيهير (بالمجرية: Fehér Ferenc)‏ (و. 1902 – 1963 م) هو لاعب كرة قدم، ومدرب كرة قدم مجري، ولد في بودابست، مركز لعبه هو حارس مرمى، توفي في أوستا، عن عمر يناهز 61 عاماً.